# Lesego Motsumi
Lesego Motsumi (1964-2023) là một chính trị gia người Botswana. Motsumi là Bộ trưởng Bộ Y tế cho đến tháng 11 năm 2004, khi cô trở thành Bộ trưởng Bộ Công trình và Giao thông. Trong cuộc cải tổ nội các năm 2008, được tổ chức sau khi bổ nhiệm tổng thống Ian Khama, Motsumi trở lại vị trí cũ của bà với tư cách là Bộ trưởng Bộ Y tế.